# Staatsstreich von 1856 in Luxemburg

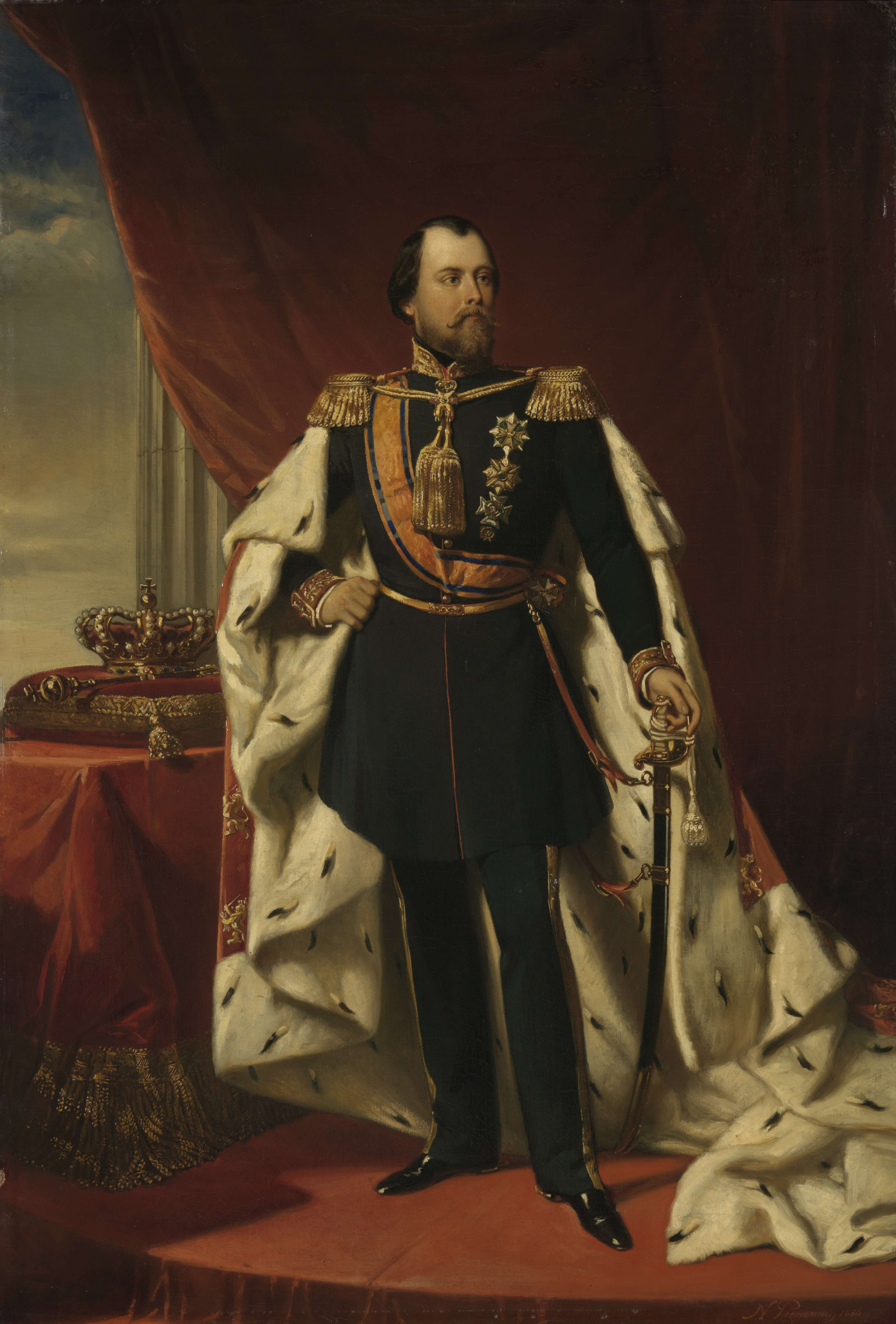
Wilhelm III

Der Staatsstreich vom 27. November 1856 durch Wilhelm III., König der Niederlande und in Personalunion auch Großherzog von Luxemburg richtete sich gegen liberale Verfassung von 1848.
Es handelte sich um eine reaktionäre Änderung der luxemburgischen Verfassung durch den Monarchen am 27. November 1856.
Obwohl es sich nicht um einen echten Staatsstreich oder eine echte Revolution handelte, nannten ihn seine Kritiker einen „königlichen Staatsstreich“, da der amtierende Großherzog von Luxemburg seine Macht erheblich ausweitete.
Mit dem Ziel, die liberalen Erfolge der Verfassung von 1848 rückgängig zu machen, wurden die von Wilhelm III. erlassenen großen Änderungen mit der Verkündung einer neuen Verfassung im Jahr 1868 nach der Luxemburg-Krise zurückgedreht. Einige Änderungen blieben jedoch bestehen, beispielsweise die Schaffung des Staatsrates.
Um die damalige luxemburgische Regierung zu bilden, war die Unterstützung sowohl der Abgeordnetenkammer als auch des Großherzogs erforderlich; Ohne erstere brach die Regierung de la Fontaine 1848 zusammen, während die Regierung von Jean-Jacques Willmar 1853 vom Großherzog entlassen wurde, obwohl sie noch immer das Vertrauen der Abgeordnetenkammer genoss.
Dies führte zu einer Rivalität zwischen der Monarchie und der Kammer.
In der Thronrede am 7. Oktober 1856 kündigte der Gouverneur von Luxemburg, Prinz Heinrich, die Verfassungsänderung an, die seiner Ansicht nach notwendig sei, um sie an den Rest des Deutschen Bundes anzupassen.
Die Liberalen Abgeordneten der Kammer waren empört und forderten, dass bei allen Änderungen die in den Revolutionen von 1848 gewonnenen Freiheiten und die Unabhängigkeit Luxemburgs von den Niederlanden, respektiert würden. Der Antwortentwurf der Liberalen wurde mit 31 zu 15 Stimmen angenommen.
Am 28. Oktober stimmte die Kammer für die Vertagung auf den 19. November. An diesem Tag entzog die Kammer der Regierung ihr Vertrauen und beantragte eine erneute Vertagung, die jedoch abgelehnt wurde. Die Liberalen verließen die Kammer und weigerten sich, am nächsten Tag zurückzukehren. Als Reaktion darauf löste der Großherzog die Kammer auf und die Regierung legte dem Großherzog eine neue Verfassung sowie eine Verurteilung des Rückzugs der Opposition vor. Der Großherzog unterzeichnete am 27. November und die Änderungen wurden am 30. November im Mémorial veröffentlicht.
Die neue Verfassung wurde am 29. Januar 1857 vom Deutschen Bund genehmigt.
Zu den Änderungen gehörten:
- die Schaffung des Staatsrats nach dem Vorbild des französischen Gremiums, das vom Großherzog ernannt wurde. Obwohl das Ernennungsmodell 1866 überarbeitet wurde, existiert sie für den Staatsrat immer noch.
- Einschränkungen der Pressefreiheit, 1868 aufgehoben.
- hinzufügung eines Passus, dass „die Souveränität in der Person des Königs-Großherzogs liegt“, was durch eine Änderung am 15. Mai 1919 gestrichen wurde.
- eine Erhöhung der Kopfsteuer, die erst mit der Einführung des allgemeinen Wahlrechts im Jahr 1919 abgeschafft wurde.
- die Neuordnung der Wahlen zur Abgeordnetenkammer, um zwei Abgeordnetenklassen einzubeziehen. Diejenigen, die mehr als 125 Franken Steuern zahlten, wählten 15 Mitglieder, die die Bezirke vertraten; Diejenigen, die zwischen 10 und 125 Franken zahlten, wählten 16 Mitglieder, die die Kantone vertraten, und verschafften so den Reichen eine weit über ihren Bevölkerungsanteil hinausgehende Vertretung, ähnlich den Bestimmungen der einige Jahre zuvor verabschiedeten Verfassung des Königreichs Preußen. Dies wurde durch die neue Verfassung von 1868 zunichtegemacht.